# 南北战争中的爱达荷州
南北战争中的爱达荷州的历史是非典型的，因为该州远离战场。
内战开始时，今天的爱达荷州是华盛顿领地的一部分。1863年3月3日，爱达荷领地成立，所辖包括今天的爱达荷州、蒙大拿州以及除西南部以外、怀俄明州的所有地区。但是，人们对在领地东部、即今天的蒙大拿州的联盟国同情者感到担忧。针对这样的情况，西德尼·埃格顿（Sidney Edgerton）在1863年迅速去拜见了亚伯拉罕·林肯总统。这是将蒙大拿领地从爱达荷领地中分离开的原因之一。拆分还导致爱达荷领地的大部分土地（包括今天的怀俄明州）被重新分配给达科他领地。
在爱达荷服役的志愿兵并未与联盟国作战，而是负责监视俄勒冈小道沿线的交通，保护美国西部和东部之间的通讯路线。位于博伊西市的博伊西堡（Fort Boise）于1863年7月3日建立。现今帕尔马市附近的旧博伊西堡是一个法国哨所，始建于1834年，在1854年被斯内克河吞没。尽管法国人开始重建，但后来放弃了它。许多人将这两个同名的堡垒混淆了。
在奥罗菲诺和佛罗伦斯，人们发现了黄金，这给友好的内兹珀斯部落带来了麻烦。为了保持印第安人和矿工之间的和平，拉普怀（Lapwai）营地（后来称为拉普怀堡）被建立起来。
熊河大屠杀（Bear River Massacre）发生于1863年1月29日，地点在华盛顿领地和犹他领地的边界上，位于今天富兰克林县普雷斯顿市附近。当天，由帕特里克·康纳上校指挥的加利福尼亚第3步兵团300名士兵屠杀了至少250个休休泥人部落的成员。只有大约二十名休休尼人幸存下来。这是由于一年前白人定居者受到多次袭击而展开的报复行动，这些袭击被归咎于休休尼人。由于大多数主要报纸都重点关注南北战争前方战线的消息，因此该事件在加利福尼亚州和犹他州以外的报道很少。熊河大屠杀遗址目前是国家历史地标。   
当时该领土上有一些南方人。这些人中大多数是先去了加利福尼亚，然后才来到爱达荷州从事金矿开采。 
在南北战争初期，俄勒冈和加利福尼亚的志愿巡逻队与俄勒冈州以及华盛顿领地（后来的爱达荷州）、犹他领地和内华达领地内的Paiute，Bannock和Shoshone部落发生了数次冲突。这些部落被统称为“蛇印第安人”（Snake Indians）。然而，1863年采矿工人的到来引发了“蛇战”（Snake War）。志愿兵们与蛇部落战斗，直到1865年末被联邦军队接替。这场战争一直持续到1868年。
内战结束后，爱达荷州吸引了许多联邦军的老兵前往该州，其中包括数名州长。爱达荷州士兵之家成立于1890年代。在20世纪，退伍军人的去世经常成为新闻。最后一位在爱达荷州去世的内战退伍军人是以色列·布罗德斯沃德（Israel Broadsword），死于1952年。 

## 内战联络点（1863年3月3日之后）
- 富兰克林堡（1860–1863），爱达荷州富兰克林
- Old Fort Hall （1863）， Fort Hall印度保留地，位于霍爾堡镇以西11英里处。
  - Fort Hall （1864），位于旧堡大厅以北的斯普林克里克（Spring Creek）上。
    - 兰德营（Camp Lander，1865-1866年），位于旧堡大厅东南三英里处。
- 萨蒙福斯营（1862年），位于布尔小路以北斯内克河上，俄勒冈州小径上。
- 康纳营地（1863–1865），爱达荷州苏打泉
- 博伊西堡（1863–1879），博伊西 [7]
- 拉普怀营（1862-1863），拉普怀（内兹珀斯国家历史公园）
  - 拉普怀堡（1863-1866，1866-1884），拉普威（内兹珀斯国家历史公园）
- 塞缪尔·史密斯（Samuel Smith）的营地（1864），位于筏河附近。
- 里德营（1865–1866），在老Kelton路的Rock Creek交叉口附近的双子瀑布附近。
- 华莱士营或驻地士兵（1865年），位于费尔菲尔德附近的大卡马斯草原上。
- 里昂营（1865-1869），爱达荷州，靠近俄勒冈州约旦山谷，在约旦溪州境线一英里内。

## 参看
- 爱达荷州
- 爱达荷州介绍